# Teufener Strasse 1

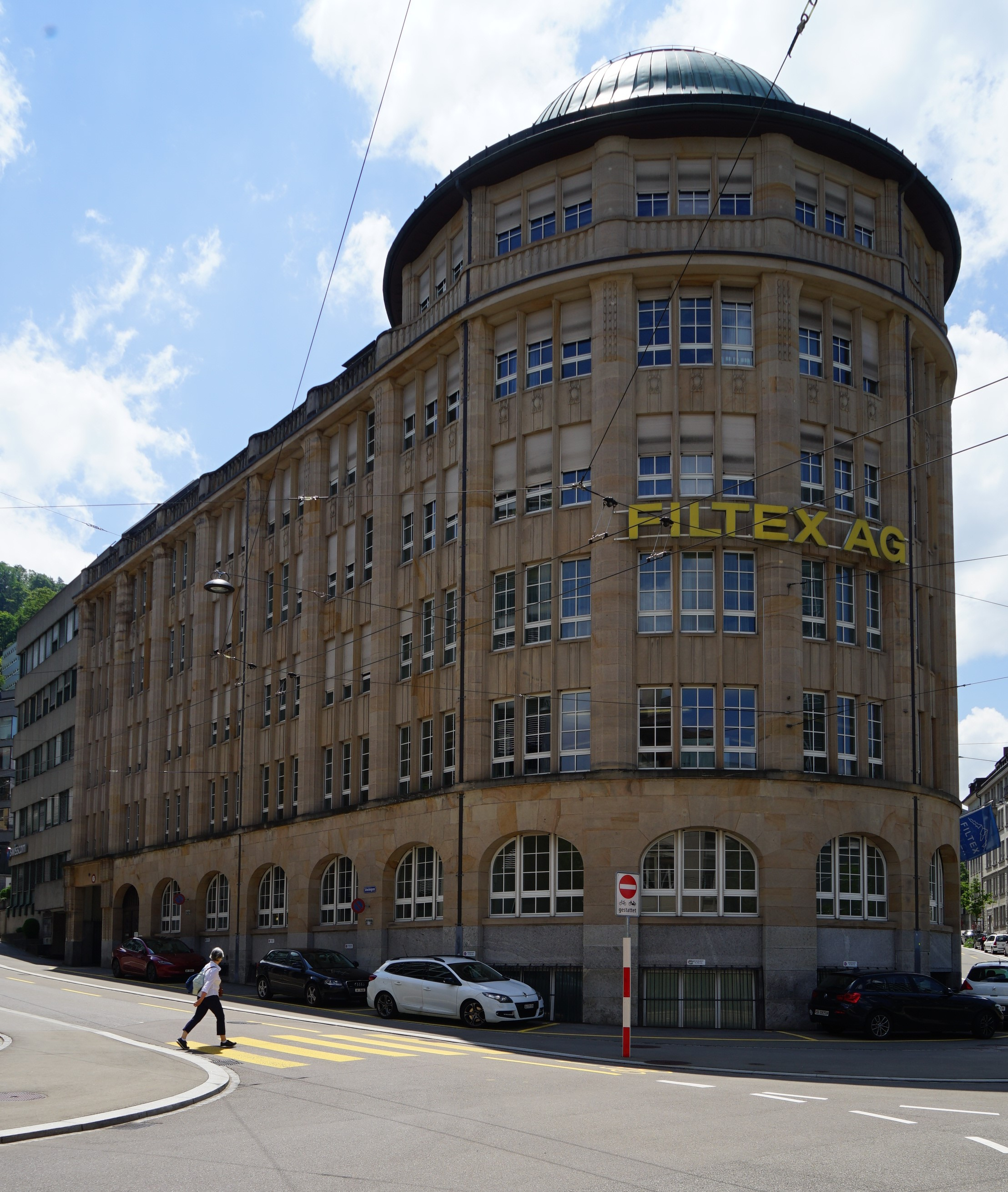
Ansicht von Osten, 2024

Das Wohn- und Geschäftshaus Teufener Strasse 1 in der Schweizer Stadt St. Gallen ist eine städtebaulich bedeutendes Baudenkmal. Es wurde 1907 von Robert Curjel entworfen.

## Lage
Der kuppelgekrönte Eckbau steht «markant» an der Kreuzung Schochengasse, Kornhaus-, Gartenstrasse und Teufener Strasse. Mit einem weiteren Kuppelbau auf der gegenüberliegenden Ecke Teufener Strasse 4 bildet er einen «würdigen Auftakt» (Denkmalpflege) dieser Strasse. Die anschliessende Nummer «3» und die Nummer «4» sind ebenfalls schützenswerte Gebäude.

## Geschichte
Die in Karlsruhe ansässigen Architekten Curjel & Moser entwarfen das Stickereigeschäftshaus für Josef Fenkart-Abegg. Es wurde von 1907 bis 1908 errichtet. Eine Modernisierung der Fenster erfolgte in den 1990er Jahren. Das Bauwerk gilt als «wichtiger Vertreter» dieser Geschäftshäuser zu Beginn des 20. Jahrhunderts. Aus diesem Grund und wegen «architektonischen Qualität» und «städtebaulichen Bedeutung» wurde es in das «Inventar der schützenswerten Bauten» der Stadt aufgenommen. Es wird weiterhin als Wohn- und Geschäftshaus genutzt.

## Beschreibung
Der «gross dimensionierte» (Denkmalpflege) Pfeilerbau hat sechs Geschosse und über einem dreieckigen Grundriss im Osten sieben, im Norden vier und im Westen zehn Achsen. Die vierachsige Ecke ist abgerundet und trägt eine flache Kuppel. Das Erdgeschoss ist ein Sockelgeschoss mit rundbogigen Fensteröffnungen. Hinter einer Brüstung liegt das zurückversetzte, oberste Geschoss. Einige Dekorationen zeigen Ornamente des Jugendstils.

## Belege
1. 1 2 3  Denkmalpflege der Stadt St. Gallen: Teufener Strasse 1. In: Bauinventar online; abgerufen am 13. Juni 2024.

Koordinaten: 47° 25′ 16,5″ N, 9° 22′ 19,5″ O; CH1903: 745883 / 254070